# Solanaceae
Le Solanacee (Solanaceae Juss.) sono una famiglia di angiosperme eudicotiledoni dell'ordine Solanales, di grande importanza per l'uomo dato che comprende molte specie utilizzate in tutto il mondo come ortaggi. Vi troviamo piante importanti per l'alimentazione umana (le patate, le melanzane, i pomodori, i peperoni, e i peperoncini), piante da cui si ricavano droghe farmaceutiche per uso medicinale o voluttuario (la belladonna per l'atropina, il tabacco, le bacche di Goji) e piante velenose (le datura). Molte specie di questa famiglia contengono, soprattutto nelle parti verdi, alcaloidi psicoattivi (vedi in basso).

## Descrizione
La famiglia delle Solanacee comprende soprattutto piante erbacee, piante rampicanti, arbusti e raramente piccoli alberi. Le Solanaceae presentano fiori attinomorfi, gamosepali e gamopetali disposti in cime ascellari e talvolta i fiori sono singoli. I pezzi fiorali del calice e della corolla sono in numero di 5. I sepali sono parzialmente fusi, di solito sono persistenti e possono svilupparsi intorno al frutto, come accade nel genere Physalis.
L'androceo è formato da 5 stami (a seconda dei generi da quattro ad otto) talvolta saldati per le antere; l'ovario è supero, formato da due carpelli. I frutti possono essere bacche come nel caso del pomodoro o capsule come nel caso della Datura. I semi sono di solito piatti e tondeggianti con un diametro medio di circa 2–4 mm.  I fiori delle Solanacee sono generalmente appariscenti ed attraggono molti insetti tra cui api, vespe solitarie, mosche, lepidotteri e coleotteri. Le specie appartenenti al genere Solanum non producono nettare e sono visitati dagli insetti solo per il polline.
Le foglie hanno un aspetto molto variabile per dimensione e forma, possono essere intere o variamente suddivise. Le stipole sono sempre assenti, la disposizione in genere è alterna.

## Distribuzione e habitat
Le Solanaceae sono rappresentate allo stato spontaneo in tutti i continenti, con un maggior numero di specie nel continente americano, e ben si adattano a quasi tutti gli ecosistemi, nonostante la maggior parte di esse prediliga il caldo piuttosto che il freddo intenso.

## Tossicità
Le Solanacee si caratterizzano per essere una delle famiglie più ricche di specie pericolose; tale tossicità si deve soprattutto agli alcaloidi tropanici, riscontrati in varie specie, ma anche agli alcaloidi steroidici, tipici del genere Solanum, i quali possono causare addirittura calcinosi negli animali. In alcune zone del mondo, come in America del Sud ed in Australia, sono infatti considerate un pericolo di un certo rilievo per il bestiame che ne viene a contatto, spesso vittima della già citata calcinosi causata sovente da Cestrum diurnum, o di necrosi epatica, indotta comunemente da Cestrum parqui. Si riscontra un'elevata tossicità anche nel genere Datura, seppure in questo caso l'ingestione da parte di animali sia rara a causa del suo odore disgustoso e fortemente dissuasivo; in particolare si sono osservati effetti gravi conseguenti all'intossicazione da stramonio comune, che può causare debolezza muscolare, disorientamento, febbre alta, tachicardia ed allucinazioni che, in caso di dosi elevate, possono durare fino a quattro giorni.

### Alcaloidi
Gli alcaloidi sono sostanze organiche azotate prodotte dalle piante come metabolita secondario e che svolgono un'intensa azione fisiologica sugli animali anche a basse dosi. Le Solanacee sono note per produrre una vasta gamma di alcaloidi, tra cui i più noti sono i tropani. Molte specie contengono una varietà di alcaloidi che possono essere più o meno attivi o velenosi, come scopolamina, atropina, iosciamina e nicotina.
Alcuni degli alcaloidi che si trovano nelle Solanaceae sono:

Struttura chimica della solanina

- Struttura chimica della solaninasolanina: un alcaloide tossico con un sapore amaro, la cui formula è C45H73NO15. È formato dall'alcaloide solanidina con una catena laterale di carboidrati. Si trova in foglie, frutti e tuberi - generalmente in tutte le parti verdi - di varie solanacee come ad esempio la patata e il pomodoro. Si ritiene che la sua produzione per la pianta sia una strategia di difesa adattativa contro gli erbivori. La solanina è stata occasionalmente responsabile di avvelenamenti nelle persone che hanno mangiato bacche di specie come l'erba morella, la dulcamara o parti inverdite delle patate[6][7].  La solanina è presente nella patata in basse dosi (meno di 10 mg per 100 g) ed è concentrata soprattutto nella buccia, che quindi è meglio eliminare. Quando la concentrazione dell’alcaloide diviene più elevata, come accade in alcune varietà della pianta, ne deriva un gusto amaro del tubero. Per le patate, il contenuto massimo accettabile di solanina è stato stimato in 25 mg per 100 g.

Struttura chimica di un tropano

- Struttura chimica di un tropanotropani:  Il termine "tropane" deriva da un genere in cui si trovano, Atropa (a cui appartiene la belladonna). Atropa prende il nome da una delle tre Moire della mitologia greca, Atropo, colei che taglia il filo della vita e determina la morte. Questo nome riflette la sua tossicità e letalità. Sono composti azotati organici biciclici (nomenclatura IUPAC: 8-metil-8-azabiciclo [3.2.1] ottano), con la formula chimica C8H15N. I tropani includono, tra gli altri, atropina, cocaina, scopolamina e iosciamina. Si trovano in varie specie, come la mandragora (Mandragora officinarum e M. autumnalis), la belladonna puzzolente (Hyoscyamus niger), belladonna (Atropa belladonna), lo stramonio (Datura stramonium) le Brugmansia, nonché molte altre nella famiglia delle Solanaceae[8].
- Nicotina
- Capsaicina

## Tassonomia

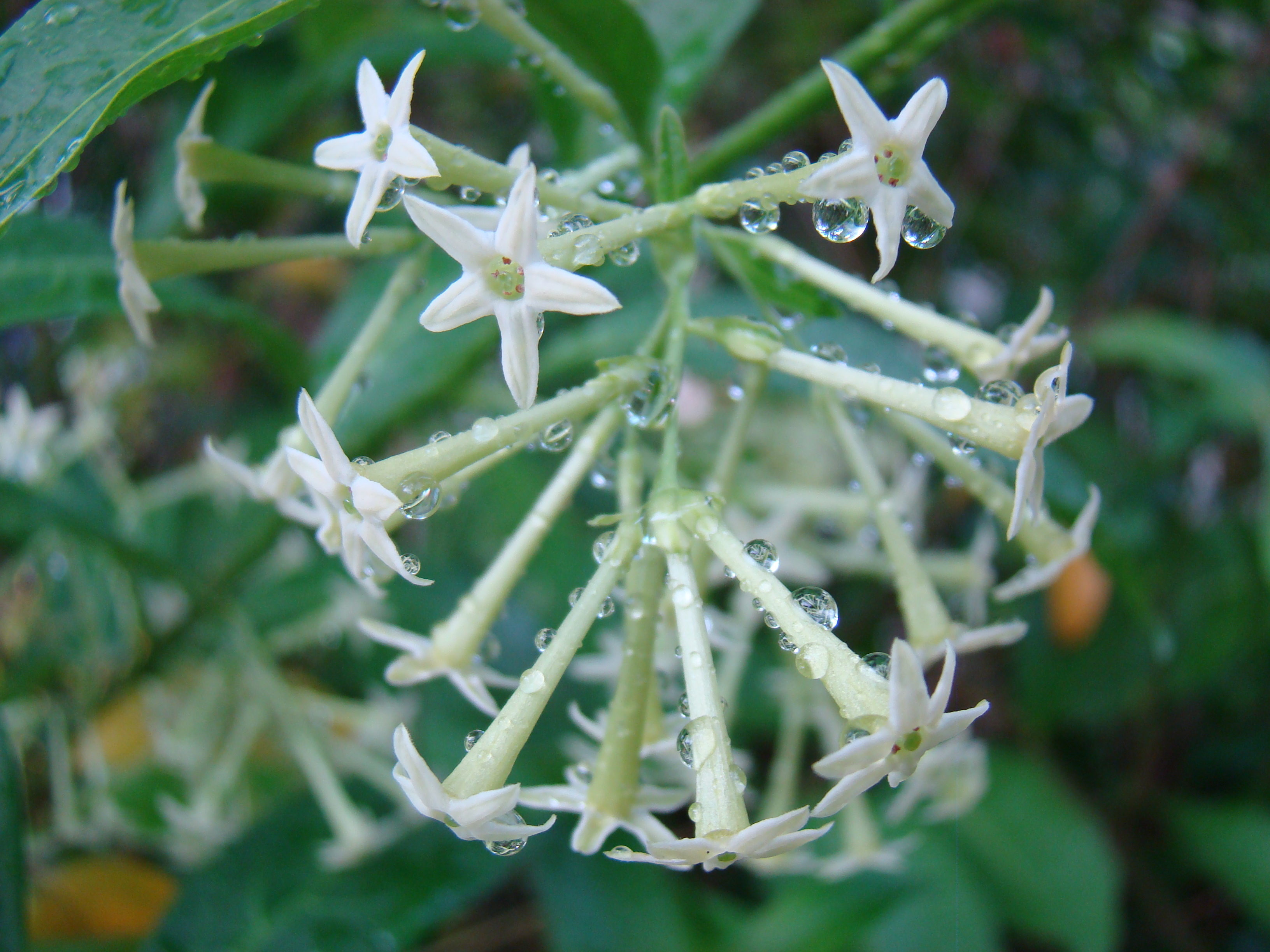
Infiorescenza di Cestrum nocturnum

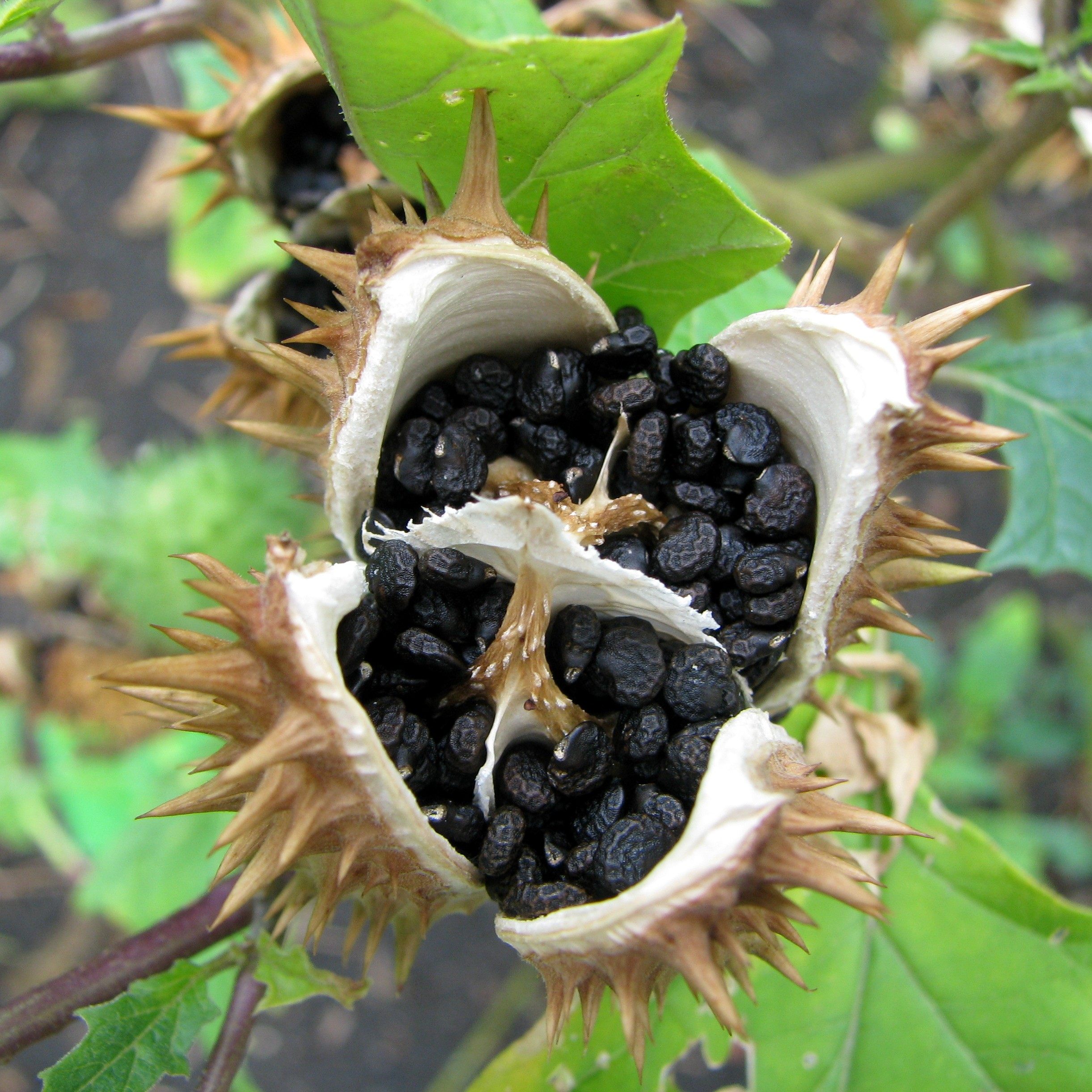
Frutti e semi di Datura stramonium

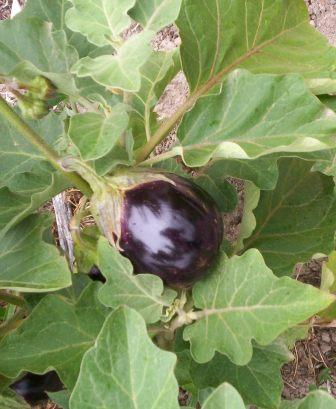
Bacca di Solanum melongena

La famiglia comprende 102 generi, ripartiti in 8 sottofamiglie e 16 tribù:
- Sottofamiglia Cestroideae
  - Tribù Benthamielleae
    - Benthamiella Speg.
    - Combera Sandwith
    - Pantacantha Speg.

  - Tribù Browallieae
    - Browallia L.
    - Streptosolen Miers

  - Tribù Cestreae
    - Cestrum L.
    - Protoschwenkia Soler.
    - Sessea Ruiz & Pav.
    - Vestia Willd.

  - Tribù Salpiglossideae
    - Reyesia Clos
    - Salpiglossis Ruiz & Pav.

- Sottofamiglia Duckeodendronoideae
  - Duckeodendron Kuhlm.

- Sottofamiglia Goetzioideae
  - Coeloneurum Radlk.
  - Espadaea A.Rich.
  - Goetzea Wydler
  - Henoonia Griseb.
  - Metternichia J.C.Mikan
  - Tsoala Bosser & D'Arcy

- Sottofamiglia Nicotianoideae
  - Tribù Anthocercideae
    - Anthocercis Labill.
    - Anthotroche Endl.
    - Crenidium Haegi
    - Cyphanthera Miers
    - Duboisia R.Br.
    - Grammosolen Haegi
    - Symonanthus Haegi

  - Tribù Nicotianeae
    - Nicotiana L.

- Sottofamiglia Petunioideae
  - Bouchetia DC. ex Dunal
  - Brunfelsia Plum. ex L.
  - Calibrachoa Cerv.
  - Fabiana Ruiz & Pav.
  - Hunzikeria D'Arcy
  - Leptoglossis Benth.
  - Nierembergia Ruiz & Pav.
  - Petunia Juss.
  - Plowmania Hunz. & Subils

- Sottofamiglia Solanoideae
  - Tribù Capsiceae
    - Capsicum L.
    - Lycianthes (Dunal) Hassl.

  - Tribù Datureae
    - Brugmansia Pers.
    - Datura L.
    - Trompettia J.Dupin

  - Tribù Hyoscyameae
    - Anisodus Link ex Spreng.
    - Atropa L.
    - Atropanthe Pascher
    - Calliphysalis Whitson
    - Hyoscyamus Tourn. ex L.
    - Physochlaina G.Don
    - Przewalskia Maxim.
    - Scopolia Jacq.

  - Tribù Lycieae
    - Atrichodendron Gagnep.
    - Lycium L.

  - Tribù Mandragoreae Hunz. & Barboza
    - Mandragora L.

  - Tribù Nicandreae
    - Nicandra Adans.

  - Tribù Nolaneae
    - Nolana L.

  - Tribù Physaleae D'Arcy
    - Alkekengi Mill.
    - Athenaea Sendtn.
    - Brachistus Miers
    - Capsicophysalis (Bitter) Averett & M.Martínez
    - Cataracta Zamora-Tav., O.Vargas & M.Martínez
    - Chamaesaracha (A.Gray) Benth.
    - Cuatresia Hunz.
    - Darcyanthus Hunz. ex N.A.Harriman
    - Deprea Raf.
    - Discopodium Hochst.
    - Dunalia Kunth
    - Eriolarynx (Hunz.) Hunz.
    - Iochroma Benth.
    - Leucophysalis Rydb.
    - Mellissia Hook.f.
    - Nothocestrum A.Gray
    - Oryctes S.Watson
    - Physalis L.
    - Quincula Raf.
    - Saracha Ruiz & Pav.
    - Schraderanthus Averett
    - Trozelia Raf.
    - Tubocapsicum Makino
    - Tzeltalia E.Estrada & M.Martínez
    - Vassobia Rusby
    - Withania Pauquy
    - Witheringia L'Hér.

  - Tribù Solaneae
    - Jaltomata Schltdl.
    - Solanum L.

  - Tribù Solandreae
    - Doselia A.Orejuela & Särkinen
    - Dyssochroma Miers
    - Hawkesiophyton Hunz.
    - Juanulloa Ruiz & Pav.
    - Markea Rich.
    - Merinthopodium Donn.Sm.
    - Poortmannia Drake
    - Solandra Sw.
    - Schultesianthus Hunz.
    - Trianaea Planch. & Linden

  - Solanoideae incertae sedis
    - Exodeconus Raf.
    - Jaborosa Juss.
    - Latua Phil.
    - Nectouxia Kunth
    - Salpichroa Miers
    - Sclerophylax Miers

- Sottofamiglia Schizanthoideae
  - Schizanthus Ruiz & Pav.

- Sottofamiglia Schwenckioideae
  - Heteranthia Nees & Mart.
  - Melananthus Walp.
  - Schwenckia L.